# M7 (винтовка)
M7 — автоматическая винтовка, разработанная американским подразделением международной компании SIG Sauer по программе Армии США Next Generation Squad Weapon (с англ. — «Оружие отделения следующего поколения»). Цель этой программы — замена 5,56-мм карабина M4A1, 5,56-мм ручного пулемёта M249 и 7,62-мм станкового пулемёта M240 на новые автоматическую винтовку и пулемёт с унифицированным боеприпасом.

## Описание
Винтовка M7 разработана на базе гражданской модульной платформы SIG MCX. В ней используется традиционная газоотводная автоматика с верхним расположением газового поршня с коротким ходом. Газовый узел имеет двухпозиционный газовый регулятор. Запирание ствола осуществляется поворотным затвором. Возвратная пружина затвора расположена над затворной группой, в верхней части ствольной коробки. На дульную часть ствола устанавливается специальный глушитель звука выстрела, также играющий роль пламегасителя и дульного тормоза. Компоновка и эргономика оружия в целом схожа со штатным оружием армии США — карабином М4. Оригинальным решением на SIG Sauer MCX Spear является «двойная» рукоятка взведения затвора — помимо традиционной для американских автоматов на платформе AR-15 Т-образной рукоятки, имеется складная «скользящая» рукоятка с левой стороны ствольной коробки. Оружие оснащается складывающимся вбок (на левую сторону) прикладом, питание осуществляется из отъёмных магазинов SR-25 емкостью 20 или 25 патронов. Прицельные приспособления любых типов устанавливаются на крепление M-LOK на крышке ствольной коробки и цевье.

## Эффективность и превосходство
Новая винтовка M7 существенно превосходит по бронебойности и эффективной дальности оружие под патрон 5,56 × 45 мм НАТО в первую очередь за счёт использования винтовочного патрона 6,8 × 51 мм. По дульной энергии и эффективной дальности патрон 6,8 × 51 мм превосходит 7,62 × 51 мм НАТО, при этом заявляется, что отдача у оружия под новый патрон существенно ниже за счёт применения новых технологий подавления отдачи. Кроме того, двухкомпонентная гильза со стальным дном и латунным цилиндром позволяет использовать давления до 550 МПа, когда максимум для обычных латунных гильз — 440 МПа. Это позволило увеличить начальную скорость пули, одновременно снизив размеры и массу патрона по сравнению с 7,62 × 51 мм НАТО. Из M7 можно стрелять до 1000 метров и дальше без существенной потери эффективности в бою, и пробивать современные средства защиты, что невозможно для оружия под патрон 5,56×45 мм НАТО.